# Mouvement de jeunesse des soixante-quatre comitats
La Mouvement de jeunesse des soixante-quatre comitats (hongrois : Hatvannégy Vármegye Ifjúsági Mozgalom, prononcé [ˈhɒtvɒnneːɟ ˈvaːɾmɛɟɛ ˈifjuːʃaːgi ˈmozgɒlom], HVIM) est un mouvement politique de jeunesse hongrois, classé à l'extrême droite. Les 64 comitats font référence au découpage administratif de la Grande Hongrie.

## Historique
Il est fondé en 2001 par László Toroczkai, qui en cède la présidence en octobre 2006 à Gyula György Zagyva.
Ce mouvement irrédentiste se réclame de la Grande Hongrie, partagée de fait en 1918 puis de jure en 1920 par le traité de Trianon, et ainsi réduite au tiers de son territoire. Il se fait remarquer lors d'actions virulentes en Serbie, en Slovaquie ou en Roumanie, où vivent de nombreuses communautés magyarophones, ainsi qu'à Versailles en 2006 lors d'une manifestation contre le traité de Trianon. Lors des émeutes anti-gouvernementales de septembre 2006 en Hongrie, László Toroczkai attaque le bâtiment de Magyar Televízió. L'organisation s'est radicalisée au point de participer aux côtés de mouvements néo-nazis aux commémorations de la reddition allemande de la bataille de Budapest (Becsület napja) le 11 février 2012.
Le HVIM entend participer au maintien de la culture et au développement de la langue hongroise dans les pays frontaliers de la Hongrie, en envoyant des livres pour les écoles magyarophones de Voïvodine notamment.
Le logotype du mouvement affiche la devise Magyar ellenállás, hit, hűség, bátorság soit « Résistance hongroise, foi, loyauté, courage ».